# Roma-Trento-Trieste 1919
La Roma-Trento-Trieste 1919, conosciuta anche come Corsa dei due Mari, prima ed unica edizione della corsa, si svolse dal 21 al 25 aprile 1919 su un percorso di 959 km suddiviso su 3 tappe. La vittoria fu appannaggio dell'italiano Costante Girardengo, che completò il percorso in 36h08'40", precedendo il connazionale Gaetano Belloni e il belga Marcel Buysse.

## Tappe
| Tappa  | Data      | Percorso         | km               | Vincitore di tappa  | Leader cl. generale |
| ------ | --------- | ---------------- | ---------------- | ------------------- | ------------------- |
| 1ª     | 21 aprile | Roma > Rimini    | 328              | Costante Girardengo | Costante Girardengo |
|        | 22 aprile | giorno di riposo | giorno di riposo | giorno di riposo    | giorno di riposo    |
| 2ª     | 23 aprile | Rimini > Trento  | 320,5            | Costante Girardengo | Costante Girardengo |
|        | 24 aprile | giorno di riposo | giorno di riposo | giorno di riposo    | giorno di riposo    |
| 3ª     | 25 aprile | Trento > Trieste | 311,5            | Costante Girardengo | Costante Girardengo |
| Totale | Totale    | Totale           | 959              |                     |                     |

## Dettagli delle tappe

### 1ª tappa
- 21 aprile: Roma > Rimini – 328 km

Risultati
| Pos. | Corridore           | Squadra | Tempo     |
| ---- | ------------------- | ------- | --------- |
| 1    | Costante Girardengo | Stucchi | 12h24'11" |
| 2    | Marcel Buysse       | Bianchi | s.t.      |
| 3    | Giuseppe Azzini     | Legnano | s.t.      |

| Pos. | Corridore           | Squadra | Tempo     |
| ---- | ------------------- | ------- | --------- |
| 1    | Costante Girardengo | Stucchi | 12h24'11" |
| 2    | Marcel Buysse       | Bianchi | ?         |
| 3    | Giuseppe Azzini     | Legnano | ?         |

### 2ª tappa
- 23 aprile: Rimini > Trento – 320,5 km

Risultati
| Pos. | Corridore           | Squadra | Tempo     |
| ---- | ------------------- | ------- | --------- |
| 1    | Costante Girardengo | Stucchi | 11h41'26" |
| 2    | Gaetano Belloni     | Bianchi | ?         |
| 3    | Marcel Buysse       | Bianchi | ?         |

| Pos. | Corridore           | Squadra | Tempo     |
| ---- | ------------------- | ------- | --------- |
| 1    | Costante Girardengo | Stucchi | 24h10'37" |
| 2    | Marcel Buysse       | Bianchi | ?         |
| 3    | Gaetano Belloni     | Bianchi | ?         |

### 3ª tappa
- 25 aprile: Trento > Trieste – 311,5 km

Risultati
| Pos. | Corridore           | Squadra | Tempo     |
| ---- | ------------------- | ------- | --------- |
| 1    | Costante Girardengo | Stucchi | 12h03'03" |
| 2    | Gaetano Belloni     | Bianchi | ?         |
| 3    | Alfredo Sivocci     | Legnano | ?         |

| Pos. | Corridore           | Squadra | Tempo     |
| ---- | ------------------- | ------- | --------- |
| 1    | Costante Girardengo | Stucchi | 36h08'40" |
| 2    | Marcel Buysse       | Bianchi | ?         |
| 3    | Gaetano Belloni     | Bianchi | ?         |

## Classifiche finali

### Classifica generale
| Pos. | Corridore           | Squadra         | Tempo     |
| ---- | ------------------- | --------------- | --------- |
| 1    | Costante Girardengo | Stucchi-Dunlop  | 36h08'40" |
| 2    | Gaetano Belloni     | Bianchi-Pirelli | ?         |
| 3    | Marcel Buysse       | Bianchi-Pirelli | ?         |
| 4    | Clemente Canepari   | Stucchi-Dunlop  | ?         |
| 5    | Alfredo Sivocci     | Legnano-Pirelli | ?         |
| 6    | Ugo Agostoni        | Bianchi-Pirelli | ?         |
| 7    | Carlo Galetti       | Legnano-Pirelli | ?         |
| 8    | Romeo Poid          | Legnano-Pirelli | ?         |
| 9    | Leopoldo Torricelli | Dei-Pirelli     | ?         |
| 10   | Ezio Corlaita       | Stucchi-Dunlop  | ?         |